# Miroslavské kopce
Národní přírodní památka Miroslavské kopce je tvořena sedmi samostatnými vrchy Větrník, Přední a Zadní Markův kopec, Ve vinohradu, U letiště, U kamene a Zmrzlé v katastrálním území obce Miroslav, geomorfologicky náležejícími k Bobravské vrchovině. Výměra činí 30,8 ha a nadmořská výška 239–300 metrů. Zřízena byla 15. srpna 2004. Správu vykonává SCHKO Pálava. Důvodem ochrany jsou skalní společenstva a vegetace teplomilných stepních lad s výskytem chráněných druhů rostlin a živočichů. Území rezervace je poškozeno zemědělskou činností, na Předním Markově kopci stojí vodojem. Podle plánu péče by mělo dojít k odstranění nepůvodních dřevin, zejména akátu a borovice černé.

## Geologie
Podloží je tvořeno polymiktním miroslavským slepencem karbonského stáří (stefan) a neogenními (eggenburg-ottnang) brakickými až sladkovodními křemennými písky s vložkami písčitých jílů a štěrků. Kvartérní pokryv tvoří pleistocenní spraše a holocenní písčitohlinité sedimenty.

## Flóra
Nejhodnotnější a zároveň nejrozšířenějším porostem jsou širokolisté suché trávníky, pro které jsou typické sveřep vzpřímený (Bromus erectus), kostřava žlábkatá (Festuca rupicola), strdivka sedmihradská (Melica transsilvanica), smělek štíhlý (Koeleria macrantha), česnek žlutý (Allium flavum), modřenec přehlížený (Muscari neglectum), méně častý je sesel fenyklový (Seseli hippomarathrum), hvozdík kartouzek (Dianthus carthusianorum), oman vrbolistý (Inula salicina), chlupáček Bauhinův (Pilosella bauhini), v nízkých trstnatých trávnících dominuje kostřava walliská (Festuca valesiaca), ostřice nízká (Carex humilis) a kavyl vláskovitý (Stipa capillata), doplňují je bělozářka větvitá (Anthericum ramosum), sesel sivý (Seseli osseum), mochna písečná (Potentilla incana) či mateřídouška časná (Thymus praecox), na slepencových výchozech roste kostřava sivá (Festuca pallens), tařinka horská (Alyssum montanum), lomikámen trojprstý (Saxifraga tridactylites), rozchodník ostrý (Sedum acre), ve skalních štěrbinách sleziník routička (Asplenium ruta-muraria). Ze zvláště chráněných rostlin jsou zastoupeny hvězdnice chlumní (Aster amellus), zlatovlásek obecný (Galatella linosyris), kozinec vičencovitý (Astragalus onobrychis), chrpa chlumní (Centaurea triumfettii), koulenka prodloužená (Globularia bisnagarica), smil písečný (Helichrysum arenarium), koniklec luční (Pulsatilla pratensis), divizna brunátná (Verbascum phoeniceum) a řada dalších.

## Fauna
Ze zástupců teplomilné entomofauny to jsou kudlanka nábožná (Mantis religiosa), střevlíčci, krajník pižmový (Calosoma sycophanta), hrobařík největší, hnojníci, zlatohlávek uherský (Netocia ungarica), krasci, mandelinky a majky, z motýlů píďalka vlnočárník čilimníkový (Scotopteryx coarctaria), okáč ovsový (Minois dryas), z obratlovců ještěrka obecná (Lacerta agilis) a ptáci - strnad luční (Emberiza calandra), křepelka polní (Coturnix coturnix), koroptev polní (Perdix perdix), bramboříček hnědý (Saxicola rubetra), pěnice vlašská (Sylvia nisoria), krutihlav obecný (Jynx torquilla) či strakapoud jižní (Dendrocopos syriacus).